# Seroug
Seroug (שרוג) est un personnage de la Genèse. Il est le fils de Réou et le père de Nahor. Il meurt à 230 ans.
Ceux qui croient à son existence estiment qu'il a vécu de -2185 à -1955.[réf. nécessaire]